# Золотий м'яч 1965
«Золотий м'яч 1965»

28 грудня 1965
Найкращий футболіст Європи: 
 Еусебіу
 (вперше)

← 1964 * Золотий м'яч * 1966 →
Золотий м'яч 1965 року — 10-те щорічне вручення нагороди найкращому футболісту Європи, за підсумками опитування від журналу «Франс Футбол».

## Процедура голосування
Участь у голосуванні за визначення найкращого футболіста в Європі взяли представники 21 футбольної асоціації УЄФА, зокрема: Австрії, Англії, Бельгії, Болгарії, Греції, Данії, Іспанії, Італії, Люксембурга,Нідерландів, Польщі, Португалії, СРСР, Туреччини, Угорщини, Франції, ФРН, Чехословаччини, Швейцарії, Швеції та Югославії.
Кожен із членів журі обирав п'ятьох футболістів, які, на його думку, є найкращими гравцями Європи. За перше місце нараховували 5 очок, за друге — чотири, за третє — три, за четверте — два, за п'яте — одне очко. Переможець максимально міг отримати 105 очок.
Результати голосування були опубліковані 28 грудня 1965 року в журналі France Football (№ 1033).

## Підсумки голосування
Володарем нагороди став 23-річний португальський нападник клубу «Бенфіка» Еусебіу. Еусебіу став першим португальцем, який виграв нагороду, він і досі залишається єдиним володарем «Золотого м'яча» у складі «Бенфіки».
| Місце | Гравець               | Клуб                                  | Країна         | Очки | %      | Місця | Місця | Місця | Місця | Місця | К-ть голосів |
| Місце | Гравець               | Клуб                                  | Країна         | Очки | %      | 1-ше  | 2-ге  | 3-тє  | 4-те  | 5-те  | К-ть голосів |
| ----- | --------------------- | ------------------------------------- | -------------- | ---- | ------ | ----- | ----- | ----- | ----- | ----- | ------------ |
| 1     | Еусебіу               | Бенфіка                               | Португалія     | 67   | 63.8 % | 9     | 3     | 3     |       | 1     | 16           |
| 2     | Джачінто Факкетті     | Інтернаціонале                        | Італія         | 59   | 56.2 % | 3     | 8     | 4     |       |       | 15           |
| 3     | Луїс Суарес           | Інтернаціонале                        | Іспанія        | 45   | 42.9 % | 4     | 3     | 3     | 2     |       | 12           |
|       |                       |                                       |                |      |        |       |       |       |       |       |              |
| 4     | Поль ван Гімст        | Андерлехт                             | Бельгія        | 25   | 23.8 % |       | 2     | 3     | 4     |       | 9            |
| 5     | Боббі Чарлтон         | Манчестер Юнайтед                     | Англія         | 19   | 18.1 % | 1     | 1     | 2     | 2     |       | 6            |
| 6     | Флоріан Альберт       | Ференцварош                           | Угорщина       | 14   | 13.3 % |       | 1     | 1     | 2     | 3     | 7            |
| 7     | Джанні Рівера         | Мілан                                 | Італія         | 10   | 9.5 %  | 1     |       |       | 2     | 1     | 4            |
| 8     | Георгі Аспарухов      | Левські                               | Болгарія       | 9    | 8.6 %  | 1     | 1     |       |       |       | 2            |
| 8     | Сандро Маццола        | Інтернаціонале                        | Італія         | 9    | 8.6 %  | 1     |       | 1     |       | 1     | 3            |
| 8     | Валерій Воронін       | Торпедо (Москва)                      | СРСР           | 9    | 8.6 %  |       | 1     |       | 1     | 3     | 5            |
|       |                       |                                       |                |      |        |       |       |       |       |       |              |
| 11    | Деніс Лоу             | Манчестер Юнайтед                     | Шотландія      | 8    | 7.6 %  |       | 1     | 1     |       | 1     | 3            |
| 12    | Карл-Гайнц Шнеллінгер | Рома Мілан                            | Німеччина      | 6    | 5.7 %  |       |       | 2     |       |       | 2            |
| 13    | Ференц Пушкаш         | Реал Мадрид                           | Іспанія        | 5    | 4.8 %  | 1     |       |       |       |       | 1            |
| 13    | Джим Бакстер          | Рейнджерс Сандерленд                  | Шотландія      | 5    | 4.8 %  |       |       | 1     |       | 2     | 3            |
| 15    | Маріо Корсо           | Інтернаціонале                        | Італія         | 3    | 2.9 %  |       |       |       | 1     | 1     | 2            |
| 15    | Лев Яшин              | Динамо (Москва)                       | СРСР           | 3    | 2.9 %  |       |       |       | 1     | 1     | 2            |
| 17    | Амансіо               | Реал Мадрид                           | Іспанія        | 2    | 1.9 %  |       |       |       | 1     |       | 1            |
| 17    | Франц Бекенбауер      | Баварія                               | Німеччина      | 2    | 1.9 %  |       |       |       | 1     |       | 1            |
| 17    | Маріу Колуна          | Бенфіка                               | Португалія     | 2    | 1.9 %  |       |       |       | 1     |       | 1            |
| 17    | Мілан Галич           | Партизан                              | Югославія      | 2    | 1.9 %  |       |       |       | 1     |       | 1            |
| 17    | Філіпп Гонде          | Нант                                  | Франція        | 2    | 1.9 %  |       |       |       | 1     |       | 1            |
| 17    | Андрей Квашняк        | Спарта                                | Чехословаччина | 2    | 1.9 %  |       |       |       | 1     |       | 1            |
| 17    | Ференц Бене           | Уйпешт                                | Угорщина       | 2    | 1.9 %  |       |       |       |       | 2     | 2            |
| 17    | Слава Метревелі       | Динамо (Тбілісі)                      | СРСР           | 2    | 1.9 %  |       |       |       |       | 2     | 2            |
| 25    | Айвор Оллчерч         | Кардіфф Сіті Суонсі Сіті              | Уельс          | 1    | 1 %    |       |       |       |       | 1     | 1            |
| 25    | Зігфрід Гельд         | Кікерс (Оффенбах) Боруссія (Дортмунд) | Німеччина      | 1    | 1 %    |       |       |       |       | 1     | 1            |
| 25    | Якоб Кун              | Цюрих                                 | Швейцарія      | 1    | 1 %    |       |       |       |       | 1     | 1            |

## Цікаві факти

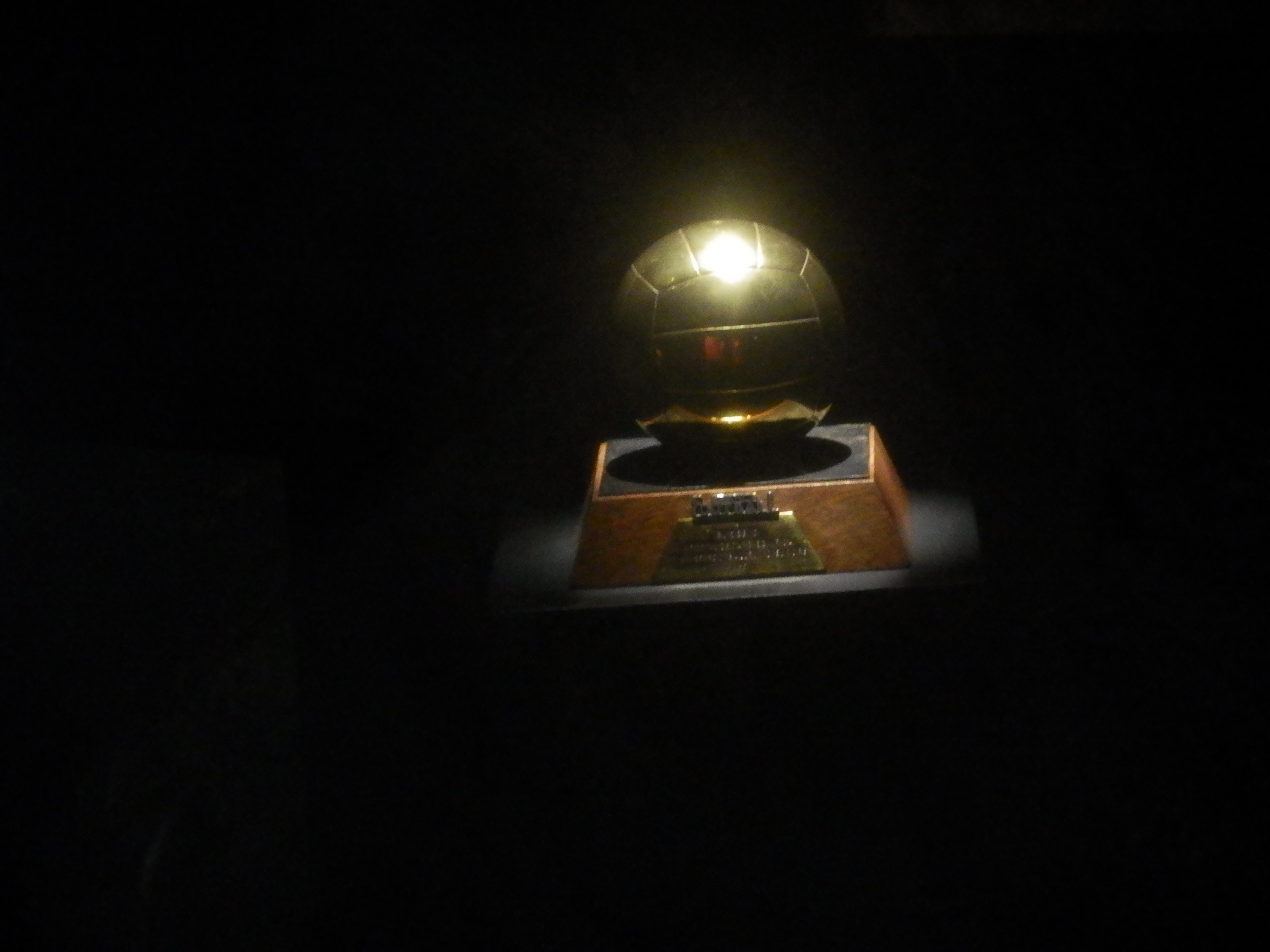
Золотий м'яч Еусебіу

- Розподіл по амплуа серед 27 футболістів згаданих в анкетах наступний: 1 воротар, 3 захисники, 10 півзахисників та 13 нападників.[3]
- 27 гравців згаданих в анкетах представляли 15 країн, з них найбільше було від Італії — 4 гравці, по 3 — від Угорщини, СРСР та ФРН.
- Вперше лауреатом трофею став представник Португалії та португальського чемпіонату. До речі, за історію вручення нагороди «Золотий м'яч», Еусебіу залишається єдиним, хто виграв нагороду виступаючи у чемпіонаті Португалії.
- Всього в анкетах були названі гравці з 20 клубів, серед них найбільше було представників «Інтернаціонале» — 4, троє представляли «Мілан», по 2 — «Бенфіку» та «Манчестер Юнайтед».
- Вперше за час проведення опитувань в анкетах були згадані гравці «Баварії», «Нанта», «Борусії» (Дортмунд), «Сандерленда», «Левські», «Суонсі Сіті» та «Цюриха».
- Рекордсменом за кількість попадань в анкети за роки вручення нагороди став Лев Яшин — 9 разів. Луїс Суарес згадувався в анкетах протягом 8 років.
- Вперше серед претендентів на нагороду був майбутній дворазовий володар трофею Франц Бекенбауер.
- Всього за 10 років в анкетах були згадані 141 футболіст з 82 клубів. Причому футболісти «Реал» Мадрид, «Манчестер Юнайтед» та московського «Динамо» згадувалися в анкетах найчастіше — по 9 разів.